# Choki Motobu
Choki Motobu (本部 朝基,  1870-1944) was een karatemeester van Akahira bij Shuri in Okinawa (prefectuur). Hij was van Okinawaanse adellijke afkomst. Zijn oudere broer Choyu Motobu was ook een beroemde karatebeoefenaar. Choki Motobu is het meest bekend om zijn praktische benadering van het karate. Vaak testte hij zijn karatetechnieken uit in straatgevechten. Derhalve wordt hij de Jissen-karate meester genoemd. Choki Motobu behoort tot de eerste groep karateleraren die in Japan begonnen te onderwijzen, nadat karatemeester Gichin Funakoshi eerder het karate in Japan geïntroduceerd had.

## Training en carrière
Choki Motobu werd geboren op 5 april 1870 in het dorp Akahira vlak bij de stad Shuri in Okinawa. Zijn vader, Motobu Choshin (Motobu Aji Chosin) was een afstammeling van de zesde zoon van de Okinawaanse koning, Sho Shitsu (1629–1668), namelijk Sho Koshin, ook bekend als prins Motobu Chohei (1655–1687). Choki was de derde zoon van Motobu Udun ("Motobu Paleis"), een van de jongste branches van de koninklijke Okinawaanse Sho familie. Choki Motobu had nog twee oudere broers, Choyu en Choshin.
In zijn jeugd had Choki Motobu de reputatie een onhandelbaar kind te zijn. Omdat Choki Motobu de laatste van drie zonen was, werd hij niet onderwezen in zijn familiestijl genaamd Udundi (Japans: Gotente). Dit viel alleen de oudste zoon, Choyu Motobu, ten eer. Ondanks dat was Motobu erg geïnteresseerd in vechtkunsten. In het geheim observeerde Motobu de nachtelijke trainingen van zijn broer in hun achtertuin. Wat hij hiervan leerde, probeerde hij overdag zelf te oefenen. Er wordt vermeld dat hij goed in bomen kon klimmen, wat hem de bijnaam Motobu no Saru (Motobu de Aap) opleverde.
Motobu kreeg op 11-jarige leeftijd zijn eerste formele training in karate, tezamen met zijn broer Choyu, van shuri-te-meester Anko Itosu. Meester Itosu werd hiertoe door de familie van Motobu uitgenodigd om bij hun huis les te komen geven. Terwijl Motobu les nam van Itosu, trainde hij in het geheim ook bij Sokon Matsumura en Sakuma Pechin. In zijn jeugd spendeerde hij veel zijn tijd met het stoten op de makiwara, duwen en heffen van zware stenen om zijn kracht te vergroten. Spoedig kwam Motobu tot het besef dat zijn manier van trainen niet voldoende was. Daarom ging hij vaak naar de Tsuji (rode licht district) en daagde daar sterk uitziende jonge mannen uit tot een gevecht, om op die manier zijn gevechtsbekwaamheid te testen. Hij werd zelden verslagen en deed veel praktische ervaring op bij deze gevechten. Dit leverde hem de reputatie op een gewelddadige en ruwe straatvechter te zijn. Toen Itosu erachter kwam, dat Motobu deelnam aan straatgevechten, stuurde hij hem weg uit zijn dojo.
Hierna werd Motobu een student van karatemeester Shitsunen Tokumine, die ook bekend was vanwege zijn bojutsu (stokvechten) en zijn vele drinkgewoonten. Motobu betaalde voor zijn nachtelijke trainingen heel toepasselijk met een mandfles rijstwijn. Maar deze situatie duurde niet lang, Tokumine was namelijk in een dronken bui betrokken geweest bij een gevecht tegen 30 politiemannen te Tsuji. Voor dit werd Tokumine door de lokale rechter als straf verbannen naar de Yaeyama-eilanden. Hierna klopte Motobu bij tomari-te meester Kosaku Matsumora aan voor karatelessen, die hem als student accepteerde en hem vervolgens geruime tijd onderwees. Veel van zijn leraren vonden zijn gebruik van zijn straatgevechten onwenselijk, maar zijn adellijke afkomst (als afstammeling van de koninklijke Sho family van Okinawa) zou het moeilijk voor hen gemaakt hebben om hem te weigeren. Grote uitzondering hierop was natuurlijk leraar Anko Itosu.

## Vertrek naar Japan
In 1879 besloot de Japanse keizer Meiji de aristocratie op het eiland Okinawa af te schaffen. Alle leden van de Okinawaanse adel moesten afstand doen van hun adellijke titels en opgaan in de gewone bevolking. Ook Motobu, die van adel was, moest voor het eerst gaan werken om zichzelf te onderhouden. Na eerder betrokken te zijn bij een aantal mislukte bedrijfsondernemingen in Okinawa, vertrok Motobu met zijn familie in 1921 naar Osaka in Japan om daar werk te zoeken. Hij vond werk als nachtwaker in een spinnerij. In november 1922, toen hij Kioto bezocht, overtuigde een vriend Motobu ervan om deel te nemen aan een "boksen tegen judo" match. Deze matches waren toen populair in Japan, waarbij men meestal een bezoekende buitenlandse bokser tegenover een jujutsu of judo man zette. Motobu moest het opnemen tegen een Russische bokser. In de eerste ronden concentreerde Motobu zich op het het ontwijken van de bokser, die langer en groter was dan hij. Maar na een paar ronden, bewoog Motobu zich binnen de verdediging van de bokser en sloeg hem bewusteloos met een eenknokkelsvuist naar het hoofd. Althans, zo werd het beschreven door de Japanse toeschouwers. Maar omdat de Japanners toen nog niet bekend waren met karate, is het vanuit realistisch oogpunt ook mogelijk dat Motobu de bokser eerst in de kruis trapte om hem daarna op het hoofd te kunnen slaan. Motobu was tijdens dit gebeuren 52 jaar oud.

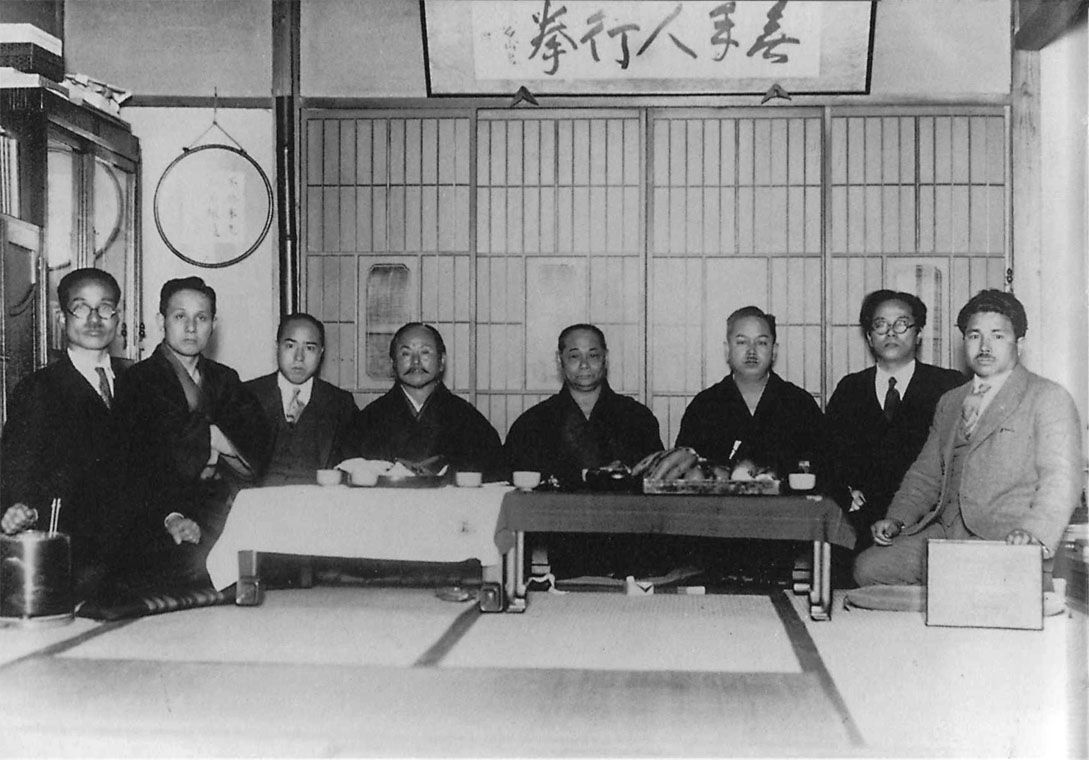
Meesters van karate in Tokio (1930s)
van links naar rechts: Kanken Toyama, Hironori Otsuka, Takeshi Shimoda, Gichin Funakoshi, Choki Motobu, Kenwa Mabuni, Genwa Nakasone, Taira Shinken

De populariteit die door deze onverwachte overwinning werd gegenereerd, verhoogde zowel Motobu als karate tot een mate van beroemdheid, die niet eerder in Japan bekend was. Motobu werd door verschillende prominenten, zoals bokskampioen "Piston" Horiguchi, verzocht om te beginnen met les te geven. Eind 1922 opende hij daarop een dojo in Osaka. Ook onderwees hij bij het Mikage politiebureau en bij de Mikage School in het aangrenzende Hyogo prefectuur. Toen Motobu begon met lesgeven, werd hij geconfronteerd met moeilijkheden bij het lesgeven, waaronder zijn onbekwaamheid om Japans te spreken en te lezen. Zijn Okinawaanse dialect was onverstaanbaar voor de Japanners. Als gevolg hiervan werd zijn instructie gedaan met behulp van tolken, wat tot het gerucht leidde dat hij analfabeet was. Dit gerucht wordt ontkracht door het bestaan van Motobu's handgeschreven teksten. In een Tsunami video productie over de Motobu stijl, merkt zijn zoon Chosei Motobu op dat zijn vaders taalproblemen eerder veroorzaakt werden door vaders protest om Japans te spreken, omdat hij een geroyeerd lid was (door de Japanse annexatie van Okinawa) van de Ryukyu aristocratie, dan door zijn onbekwaamheid om Japans te spreken.
In 1925 werd door de Japanse Kingu magazine, de overwinning van Motobu op de Russische bokser in een artikel uitgebreid beschreven. Echter, de illustratie bij het artikel toonde niet Motobu maar de in Japan bekende karatemeester Gichin Funakoshi, die de bokser verslaat. Op de een of andere manier had men Motobu met Funakoshi verwisselt. Toen Motobu dit zag, werd hij erg kwaad hierom en dit leidde tot de rivaliteit van Motobu richting Funakoshi. De twee mannen waren het vaak met elkaar oneens over hoe karate onderwezen en gebruikt moest worden. Motobu vond Funakoshi's karate onpraktisch, terwijl Funakoshi Motobu ongeschoold vond en zijn gedrag ongepast. Er bestaan verschillende verhalen over ontmoetingen van beide karatemeesters. Uiteindelijk zouden twee van Funakoshi's leerlingen, Hironori Otsuka en Yasuhiro Konishi, overstappen en bij Motobu les gaan nemen, omdat ze Motobu's karate veel effectiever vonden.
Eind twintiger jaren verhuisde Motobu naar Tokio, terwijl zijn familie in Osaka bleef. In 1929 werd hij de shihan van de karate club van de Universiteit van Tokio. Ergens rond dezelfde tijd opende hij de Daidokan dojo te Tokio. Toen hij in Japan woonde, bezocht hij regelmatig Okinawa om orthodoxe kata en kobudo te studeren om zo de traditionele vormen van karate te preserveren. Ook onderhield hij veel contacten met andere karatemeesters van die tijd zowel in Japan als in Okinawa.
Bij een van zijn bezoeken aan Okinawa daagde hij zijn oudere broer Choyu Motobu uit tot een gevecht. Zijn broer ging in op de uitdaging. Zelfverzekerd als hij was vanwege zijn gevechtservaring, dacht Choki Motobu zijn broer eenvoudig te kunnen overwinnen. Echter, tijdens het gevecht werd Choki Motobu door zijn broer heen en weer geworpen alsof hij met hem speelde. Na dit gevecht kreeg Choki Motobu meer respect voor zijn eigen familiestijl Udundi. Hij vroeg gelijk om onderricht aan zijn broer en hij kreeg deze ook. Wat hij hiervan leerde, voegde hij vervolgens toe aan zijn eigen stijl. Sindsdien nam hij een bescheiden houding aan ten opzichte van zijn kunnen in het karate.
In maart 1936 reisde hij naar het eiland Hawaï om daar, in navolging van andere karateleraren voor hem, karateles te geven. Maar vanwege visum problemen werd hij bij de douane tegengehouden. De autoriteiten van Hawaï hadden namelijk Motobu tot ongewenst persoon verklaard vanwege zijn slechte reputatie als vechtersbaas. Vervolgens werd Motobu een maand lang vastgehouden bij het immigratiebureau. In de tussentijd bezocht Shigeru Miyashiro van de Hawaï Karate Seinenkai karateschool hem en nam aldaar een maand lang karateles van Motobu. Hierna keerde Motobu weer terug naar Japan.
In oktober 1936 reisde Motobu naar Okinawa om daar een symposium over karate bij te wonen, die plaatsvond op 25 oktober 1936 en de titel "Karatemeester Symposium" droeg. Bij dit historisch belangrijke symposium werd door de aanwezige karatemeesters officieel de betekenis van karate van "Chinese Hand" naar "Lege hand" veranderd. Op 7 november 1936 hield Motobu daar ook nog een symposium rondom zichzelf. Bij dit symposium bekritiseerde Motobu de trend, dat de oorspronkelijke kata's veranderd werden en dat nieuwe kumite ontwikkeld werd zonder enige connectie met de klassieke kumite van Okinawa.

## Laatste jaren
Motobu woonde en gaf les in karate in Japan tot 1941, de begintijd van de Tweede Wereldoorlog. Daarna sloot hij zijn dojo en keerde hij alleen terug naar Okinawa om met zijn maîtresse samen te wonen in de stad Tomari. In 1944 stierf hij op 73-jarige leeftijd in Okinawa. Hij werd begraven in Japan in de stad Kaizuka van de Osaka prefectuur.
Alhoewel Motobu tijdens zijn leven veel leerlingen had gehad, raakte zijn school verloren na zijn dood. In 1977 probeerde Chosei Motobu, Choki Motobu's derde zoon, om het karate van zijn vader opnieuw op te zetten door het hoofd van de Nihon Karate-do Motobu-kai te worden. De Nihon Karate-do Motobu-kai was gevormd door het verenigen van dojo's, die connecties hadden met zijn vader. Chosei Motobu onderwees zijn vaders stijl in zijn oorspronkelijke vorm. Het is belangrijk om de "Motobu-ryu" stijl die door Chosei wordt onderwezen te onderscheiden van "Motobu Udundi", de unieke stijl van de Motobu familie, die gelijkenis vertoond met het Japanse Daitoryu aikijutsu. Chosei Motobu is een meester in beide stijlen.

## Motobu's karate en bekende studenten
Anders dan meeste karateleraren van die tijd baseerde Motobu zijn karate rondom de studie van het kumite in plaats van kata training. Kata training werd door hem als secondair beschouwd. Motobu ontwikkelde 12 sets van yakusoku kumite, bekend onder de naam Juni Hon Kumite, die destijds een vooruitgang waren in de onderwijskundige methoden van die tijd. Hij was zo beroemd om zijn kumite oefeningen, dat andere karateleraren hun eigen leerlingen naar hem toestuurden om deze speciale technieken te leren.
Motobu's karate bevat veel grijptechnieken en worpen, die zo karakteristiek zijn voor zijn familiestijl. Motobu prefereerde handtechnieken boven traptechnieken. Zijn stijl bevat daarom veel technieken voor het gevecht op de korte afstand en maar weinig traptechnieken. Een favoriete techniek van hem was de eenknokkelsvuist (keikoken). De weinige trappen in zijn stijl werden altijd laag uitgevoerd en waren gericht op de knie, kruis en buik van de tegenstander. Motobu legde nadruk op het stoten op de makiwara en het trainen met gewichten zoals met de chishi en sashi.

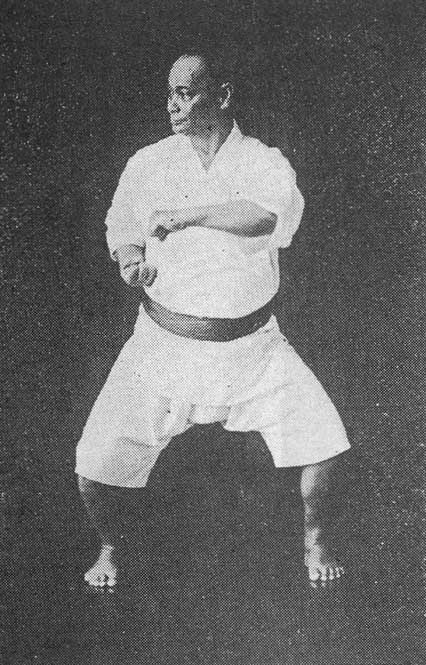
Motobu beoefent de Naihanchi kata

Motobu onderwees slechts een paar kata, maar hiervan behandelde hij wel de bunkai (toepassing) van de kata uitgebreid en technisch gedetailleerd. Motobu's favoriete kata was Naihanchi (Naifanchi). Hij noemde deze kata het "fundament van karate". Hij vond dat de technieken in deze kata het echte gevecht het best benaderden en daarom was kennis over deze kata meer dan voldoende voor het beoefenen van karate. Zelf beoefende hij de Naihanchi kata daarom elke dag. Een populaire mythe is dat Motobu slechts deze kata kende. Echter, in zijn boeken maakte hij ook opmerkingen over beoefenen van de kata's Passai, Chinto, and Rohai. Andere bronnen beschrijven de kata's Sanchin, Kusanku, and Ueseishi als onderdeel van zijn repertoire. Hij ontwikkelde ook een eigen kata, Shiro Kuma (Witte Beer) genaamd, die helaas verloren is gegaan. Motobu publiceerde twee boeken over karate, Okinawa Kenpo Karate-jutsu Kumite-hen (1926)  en Watashi no Karate Jutsu (1932). Deze boeken behoren tot een van de eerste boeken over karate en zijn daarom van grote historische waarde.
Zijn curriculum prefereerde de Naihanchi kata. Hieronder volgen een aantal van zijn ideeën over deze kata:
- "De positie van de benen en heupen in Naifuanchin (de Japanse naam voor Naihanchi) no Kata is de basis van karate."
- "Draaien naar links of rechts vanaf de Naifuanchin stand, levert de stand op die gebruikt wordt in een echte confrontatie. Als men in de kata Naifuanchin elke opeenvolgende techniek combinatie ook links-waartse of rechts-waartse stand uitvoert, dan zullen de verschillende betekenissen van de kata ook duidelijk worden."
- "De afwerende hand moet ogenblikkelijk in staat zijn de aanvallende hand te worden. Afweren met een hand en dan tegenaanvallen met de andere hand is geen ware bujutsu. Bij echte bujutsu beweegt men voorwaarts, weert men af en tegenaanvalt men in een en dezelfde beweging."

Motobu trainde vele studenten die waardige beoefenaars van karate werden, zoals:
- Nakamura Shigeru, grondlegger van Okinawa Kenpo
- Tatsuo Yamada, grondlegger van Nihon Kenpo Karate-do
- Sannosuke Ueshima, grondlegger van Kushin-ryu
- Yasuhiro Konishi, grondlegger van Shindo jinen-ryu
- Kosei Kokuba (Japans: Yukimori Kuniba), grondlegger van Seishin Kai
- Hironori Otsuka, grondlegger van Wado-ryu
- Tatsuo Shimabuku, grondlegger van Isshin-ryu
- Shoshin Nagamine, grondlegger van Matsubayashi-ryu
- Katsuya Miyahira, grondlegger van Shorin-ryu Shidōkan
- Chozo Nakama, beoefenaar van het Kobayashi Shorin-ryu

## Motobu's gezegden

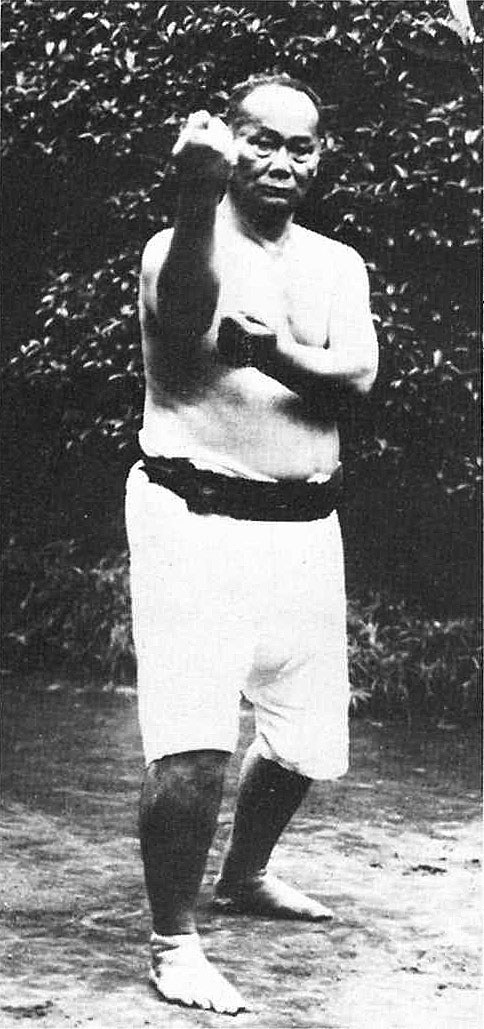
Motobu in me-oto-de kamae karate houding

- "Alles is spontaan en veranderlijk."
- "Kamae is in het hart, en is niet een fysische manifestatie."
- "Men moet zich de vaardigheid ontwikkelen om een aanval zelfs van achteren af te weren."
- "In een echte confrontatie, val ten eerste het hoofd aan, want dit is het meest effectief."
- "Wanneer men naar het hoofd stoot, stoot dan alsof men door het hoofd heen wil gaan."
- "Trappen zijn niet zo effectief in een echte confrontatie."
- "Wanneer men trappen afweert, weer dan af alsof men het scheenbeen van de tegenstander wil breken."
- "Men moet proberen om de aanval bij de bron af te weren (Weer niet de aanvallende hand af maar dieper in de arm)."
- "Karate is Sente (het initiatief of de eerste beweging)."
- "Men kan niet voortdurende aanvallen uitvoeren tegen een ware karateka. Dat komt omdat de afweertechnieken van karate het onmogelijk maken om een tweede aanval uit te voeren."
- "Men moet beide armen gebruiken bij zowel het aanvallen als het afweren (Me-oto-de principe)."
- "Men kan niet de ware betekenis van iets begrijpen, zonder het in praktijk te brengen."
- "Men moet zich de vaardigheid leren om in een blik de kracht van de tegenstander in te kunnen schatten."
- "Bij een tegenstander met een zwakke aanvalskracht hoeft men niet elke aanval af te weren."
- "Een te starre en gedisciplineerde houding in het karate is onwenselijk. Men moet ook van tijd tot tijd kunnen genieten van het leven."
- "Ik weet nog steeds niet wat de beste manier is om op de makiwara te stoten."
- "Het is in orde, om in dezelfde houding twee stappen vooruit of achteruit te doen, maar bij drie of meer stappen moet men van positie verwisselen."